# Cuique suum
La locuzione latina cuique suum significa "a ciascuno il suo".
Aforisma della legislatura romana, concorda con il precetto evangelico Reddite quae sunt Caesaris Caesari et quae sunt Dei Deo (letteralmente: "date a Cesare quello che è di Cesare, ed a Dio quello che è di Dio"). Normalmente citata nella lectio unicuique suum, derivata da suum cuique tribuere (dare a ciascuno il proprio, il dovuto). La traduzione tedesca di questa locuzione ("Jedem das Seine") è tristemente nota per essere il motto posto sul cancello d'ingresso del campo di concentramento nazista di Buchenwald.